# Posacoda

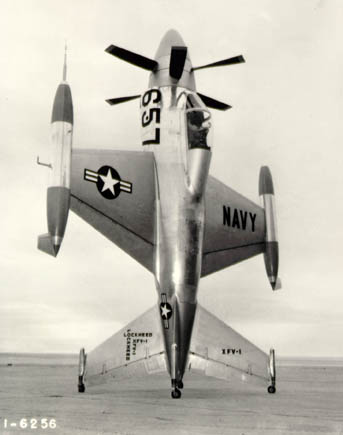
Lockheed XFV-1

Il posacoda è un tipo di velivolo VTOL in grado di decollare ed atterrare sulla sua coda. Il profilo di volo di un posacoda prevede un decollo con la fusoliera del velivolo disposta verticalmente, una fase di transizione in cui il velivolo ruota di 90° per continuare a volare in maniera convenzionale sostenuto dalle ali fino alla rotazione finale per l'atterraggio sulla coda.

## Storia
I primi studi sui velivoli posacoda furono condotti durante la seconda guerra mondiale in Germania per la Luftwaffe. La necessità di svincolare aerei da combattimento da vulnerabili e riconoscibili  strutture aeroportuali (data la loro estensione) portò alla progettazioni di numerosi sistemi di lancio per aerei senza corsa di decollo tra cui il Bachem Ba 349, l'Heinkel Lerche o il più innovativo Focke-Wulf Triebflügel (questi ultimi due, però, non andarono oltre una prima fase progettuale).
Negli anni cinquanta, la disponibilità di motori turbogetto e turboelica abbastanza potenti da sollevare il velivolo e dal consumo (a parità di spinta) notevolmente inferiore a quello dei motori a razzo portò ad un nuovo interesse per questa configurazione. Negli Stati Uniti furono studiati e ben presto abbandonati il Lockheed XFV, il Convair XFY-1 ed il Ryan X-13 Vertijet, il primo a completare con successo nel 1957 tutta la sequenza di decollo verticale, transizione orizzontale e atterraggio verticale. In Francia analogo destino toccò al coevo Coléoptère. Tra i vari problemi che portarono all'abbandono di questa configurazione vi era la necessità di ruotare il pilota durante la fase critica di transizione in modo da consentirgli di prendere punti di riferimento al suolo per la manovra di atterraggio. L'evoluzione dei velivoli VTOL proseguì sulla strada della spinta direzionale, ruotando motori o ugelli di scarico piuttosto che l'intera fusoliera che rimaneva orizzontale come nei convertiplani o nei caccia a decollo verticale tipo l'Hawker Siddeley Harrier.

## Elenco di aeromobili posacoda
- Focke-Wulf Triebflügel
- Lockheed XFV-1
- Convair XFY-1 Pogo
- SNECMA Coléoptère
- Ryan X-13 Vertijet
- McDonnell Douglas DC-X
- Rotary Rocket Roton ATV
- Puffin

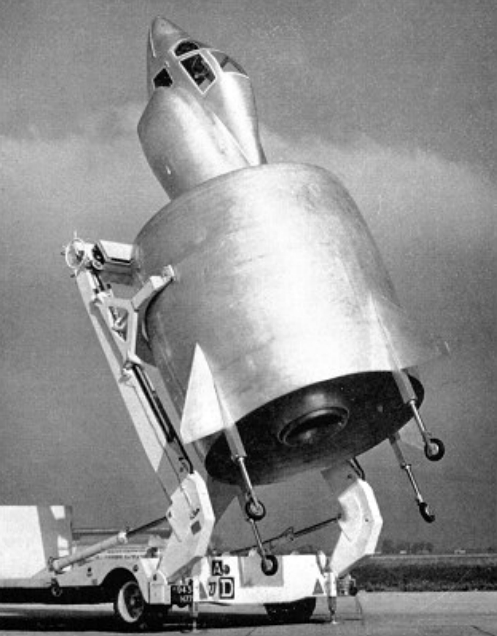
SNECMA Coléoptère

- AeroVironment SkyTote (aeromobile a pilotaggio remoto)